# Хрусталёв, Владимир Александрович
Владимир Александрович Хрусталёв (27 июля 1921 — 4 июня 1991) — советский учёный и конструктор в области разработки ракетно-космической техники, доктор технических наук, профессор. Главный конструктор ЦКБ-589 Государственного комитета Совета Министров СССР по оборонной технике. Лауреат Ленинской премии (1960). Герой Социалистического Труда (1961).

## Биография
Родился 27 июля 1921 года в Московской губернии. 
С 1937 по 1941 год обучался в Московском инженерно-строительном институте имени В. В. Куйбышева. С 1942 по 1944 год проходил обучение в  Военно-воздушной инженерной академии РККА. С 1945 года начал работать в Центральном конструкторском бюро № 589 Государственного комитета Совета Министров СССР по оборонной технике, в должностях: с 1945 по 1951 год — инженер и инженер-конструктор. 
С 1951 по 1991 год в течение сорока лет, являлся главным конструктором Центрального конструкторского бюро № 589 Государственного комитета Совета Министров СССР по оборонной технике. Под руководством и при его непосредственном участии Центральное конструкторское бюро  занималось разработкой и изготовлением оптико-электронных приборов навигации и ориентации для космических аппаратов и участвовало в национальных космических программах: в 1961 году в космической программе «Восток», в 1974 году — «Энергия — Буран» и международных: с 1972 по 1989 год — «Союз — Аполлон», «Венера» и «Фобос». 
В 1960 году Постановлением ЦК КПСС и Совета Министров СССР «за создание новых видов космической техники был удостоен Ленинской премии.
17 июня 1961 года закрытым Указом Президиума Верховного Совета СССР «за выдающиеся заслуги в создании образцов ракетной техники и обеспечении успешного полёта человека в космическое пространство» был удостоен звания Героя Социалистического Труда с вручением ордена Ленина и золотой медали «Серп и Молот».
17 февраля 1975 года Указом Президиума Верховного Совета СССР «за выдающиеся достижения в создании новой техники» был награждён орденом Трудового Красного Знамени.
Скончался 4 июня 1991 года в Москве, похоронен на Ваганьковском кладбище.

## Награды
- Медаль «Серп и Молот» (17.06.1961)
- Орден Ленина (17.06.1961)
- Орден Трудового Красного Знамени (17.02.1975)
- Медаль «За боевые заслуги» (17.09.1952)

### Премии
- Ленинская премия (1960)